# Bundesautobahn 215
Bundesautobahn 215 eller A 215 er en motorvej i Tyskland. Den forbinder byerne Neumünster og Kiel.